# Колір магії Террі Претчетта
Колір Магії Террі Пратчетта (англ. Terry Pratchett's The Colour of Magic) — двохсерійний телевізійний фільм, за мотивами романів «Колір магії» та «Химерне сяйво» британського письменника у жанрі фентезі Террі Пратчетта. Фільм було створено за підтримки британського телеканалу Sky1. Головні ролі у адаптації романів зіграли: Шон Астін, Крістофер Лі, Девід Джейсон, Тім Каррі. Режисером та сценаристом вкотре виступив Вадим Жан, що в 2006 займався екранізацією книги Пратчетта під назвою «Батько Вепр Террі Пратчетта».

## Сюжет
Фільм є адаптацією романів Террі Пратчетта, а за основу сюжету взято такі книги як «Колір Магії» та «Химерне Сяйво», що є першою та другою книгою у серії Дискосвіт. Сам фільм має певні відмінності з оригінальними романами.
Двоцвіт, мешканець Агатової Імперії та перший турист Дискосвіту, прибуває в найбільше місто Диску Анк-Морпорк, щоб ознайомитися з місцевим колоритом і на власні очі побачити як живуть варвари в великих містах. З собою він приніс такі диковинки як окуляри, іконограф (прилад який робить малюнки) і звичайно багаж з ніжками. Скриня Двоцвіта зроблена з дерева груші розумної, і тому пересувається на власних ногах, виказує зачатки інтелекту і має певно необмежений об'єм внутрішнього власного вмісту. В таверні турист знайомиться з Ринсвіндом- чарівником невдахою, який непогано знається на іноземних мовах і наймає його гідом.
Герої випадково підпалюють Анк-Морпорк, а опісля довгої подорожі землями Диску, Двоцвіт та Ринсвінд опиняються на узбіччі світу, рятуючись від загибелі на космічному кораблі.
Герої рятуються, коли Октаво, (найпотужніша книга магії у світі), коригує реальність, щоб запобігти втраті однієї з восьми заклинань, яка прожила в голові Ринсвінда з моменту вигнання з Невидної академії: Ринсвінд, Двоцвіт і Багаж опиняються у Скундському лісі. Тим часом чаклуни Анк-Морпорка використовують обряд Ашк-Енте, щоб викликати Смерть, а крім цього знайти пояснення дій Октаво. Смерть попереджає їх про те, що незабаром Диск знищить величезна червона зірка, якщо не буде прочитано усі вісім заклинань Октаво. Кілька чарівників прямують до Скундського лісу, щоб спробувати схопити Ринсвінда, який перебував з Двоцвітом та Багажем у хатинці з імбирного прянику, що належав відьмі. При появі чарівників, головні герої у цілковитому хаосі, полишають ліс верхи на мітлі відьми, в той час як Великий Магістр Невидної академії Ґелдер Дощевіск помирає, під час спроби отримати заклинання, випадково телепортуючи Багаж.
Його учень Траймон використовує можливість просунути власні сили, маючи намір отримати вісім заклинань для власного блага. Ринсвінд і Двоцвіт під час небесної подорожі натрапляють на групу друїдів, які зібрали «комп'ютер», сформованого з великих стоячих каменів, і дізнаються про наближення червоної зірки. У той час як Двоцвіт намагається запобігти друїдам принести в жертву молоду жінку на ім'я Бетан, Коен-варвар, пародія на Конана, атакує друїдів. Двоцвіт отруюється під час битви і це змушує Ринсвінда вирушити до оселі Смерті, щоб врятувати його. Ринсвінд разом із Багажем і «туристом» уникає того щоб бути вбитим дочкою Смерті Ізабелл, тікаючи з оселі Смерті. У той же момент Ринсвінд має розмову з Октаво, що застерігає його не дозволити чарівникам Невидної академії заволодіти Восьмим Заклинанням, бо стануться жахливі речі, якщо їх промовити усі разом раніше потрібного часу.
Ринсвінд і Двоцвіт подорожують з Коеном і Бетан до найближчого міста, де на Ринсвінда, Двоцвіта та Бетан нападає натовп людей, які вірять, що зірка має намір знищити Диск через присутність магії. Тріо тікає в одну із багатьох крамниць, які продають дивні і зловісні товари, а опісля зникають коли клієнт намагається їх знайти. Існування цих крамниць пояснюється як прокляття чаклунів, що допомагає героям повернутися в Анк-Морпорк телепортуючи з цього місця. Коли червона зірка починає наближатися до Дискосвіту, магія втрачає власну могутність стаючи слабшою, а тим часом чарівник Траймон намагається приборкати сім заклинань, що знаходяться ще в Октаві, тим самим маючи за мету — врятувати світ і набути остаточної могутності та сили.
Ринсвінду та Двоцвіту вдається вбити вже мутованого Траймона, а чарівник-невдаха вголос читає усі вісім заклинань Октаво. Внаслідок цього відбувається космічне вилуплення восьми сфер, що оберталися навколо зірки, з яких на космічний світ з'явилися вісім крихітних черепах, що слідом за могутнім А'Туїном взяли курс у космічний простір, подалі від зірки. Опісля цих подій, книжка «Октаво» падає і її, серед натовпу людей їсть Багаж. Історія завершується прощанням з Двоцвітом, що мав намір повернутися додому. У кінці, турист на згадку про спільні пригоди, подарував Ринсвінду власний Багаж, а чарівник попрямував шляхом до Невидної академії, маючи намір повернутися до ордену чарівників.

## У ролях
- Шон Астін — Двоцвіт
- Девід Джейсон — Ринсвінд
- Джеремі Айронс — Патрицій лорд Ветінарі
- Тім Каррі — Траймон
- Девід Бредлі — Коен Варвар
- Крістофер Лі — Смерть
- Джеймс Космо - Ґелдер Дощевіск
- Лора Хеддок — Бетан
- Террі Пратчетт — астрозоолог

## Виробництво
«Колір магії Террі Пратчетта» — це друга екранізація серії книг Дискосвіт Террі Пратчетта, після надзвичайно успішного «Батька Вепра Террі Пратчетта», який транслювався на Різдво в 2006 році від телекомпанії Sky1. Того року екранізацію роману «Батько Вепр» подивилося понад 2.6 мільйонів, а в 2007 фільм отримав нагороду за інтерактивність на премії BAFTA TV Awards 2007 та за використання інтерактивних опцій, доступних на цифровому телебаченні. В 2010 році було екранізовано ще один роман з серії книг під назвою «Terry Pratchett's Going Postal», режисером картини вкотре став Вадим Жан.
Звичайно опісля успіху фільму 2006 року, Вадим Жан (режисер та сценарист обох кінокартин) розпочав розробку наступної екранізації романів за підтримки того ж Sky1. В процесі зйомок, команда повернулася до локацій попереднього фільму, як от зйомки сцени у великій залі Невидної Академії, яку знімали в крипті Гілдголла в Лондоні (будівля в лондонському Сіті, протягом багатьох років колишня резиденцією лорд-мера) а для будинку Смерті використовували той самий вікторіанський заміський будинок, де відбувались зйомки «Батька Вепра». Сюжет картини було узгоджено з Террі Пратчеттом, що зіграв камео у фільмі, а от сама історія має певні відмінності з романами серії Дискосвіт, зокрема відсутня сцена книги «Колір Магії», коли головні герої опиняються у храмі злого бога Бель-Шамгарота, а до того пропущено епізод фіналу книги «Химерне Сяйво» появи бридких істот Підземелля та битви з ними.
Цього разу Вадим Жан зміг зняти більш масштабні панорамні кадри завдяки більшому бюджету фільма в розмірі 7 мільйонів фунтів стерлінгів.

## Відгуки
Першу серію кінокартини подивилося 1.5 мільйонів глядачів, а вже при перегляді другою кількість глядачів істостно зменшилась до 1 мільйона. Фільм було номіновано на британську премію BAFTA TV Awards 2009 у номінації «Візуальні Ефекти», проте картина так і не отримала нагороди поступившись другій серії четвертого сезону серіалу «Доктор Хто: Вогні Помпеї» прем'єра якого відбулась у квітні 2008.
На сайті Imdb фільм має рейтинг 7,1 на основі 9 182 голосів користувачів сайту. На сайті Rotten Tomatoes має статус «Fresh» тобто «Свіжий» маючи 68 % від аудиторії. Фільм, як правило, був непогано сприйнятий критиками, газета The Times у власному відгуку заявила, що екранізація "краща за попередню адаптацію роману Дискосвіту «Батько Вепр». Більшість критиків відзначали гарні спецефекти фільму, зокрема сайт присвячений ґік-тематиці «Denofgeek», що у власному відгуку похвалили візуальні ефекти написавши: «Світ Анк-Морпорка, та решта Дискосвіту ефектно створені на екрані завдяки видатним спецефектам»